# 辛口镇
辛口镇，是中华人民共和国天津市西青区下辖的一个乡镇级行政单位。

## 行政区划
辛口镇下辖以下地区：
新惠园社区、新旺园社区、新康园社区、上辛口村、当城村、水高庄村、第六埠村、中辛口村、下辛口村、郑庄子村、郭庄子村、木厂村、冯高庄村、大沙沃村、小沙沃村、大杜庄村、小杜庄村、宣家院村、毕家村、王家村和岳家开村。